# Blackheart Records
Blackheart Records er et amerikansk pladeselskab skiftet af Joan Jett og og Kenny Laguna.
Under pladeselskabet er bl.a. Joan Jett & the Blackhearts, L7, Fea, Skitter, Jackknife Stilleto, Girl In a Coma, The Dollyrots, The Cute Lepers, The Vacancies, The Eyeliners og Thommy Price.

## Udgivelser
| Album                                | År   | Artist                      |
| ------------------------------------ | ---- | --------------------------- |
| Joan Jett                            | 1980 | Joan Jett & the Blackhearts |
| Album                                | 1983 | Joan Jett & the Blackhearts |
| Glorious Results of a Misspent Youth | 1984 | Joan Jett & the Blackhearts |
| Good Music                           | 1986 | Joan Jett & the Blackhearts |
| Up Your Alley                        | 1988 | Joan Jett & the Blackhearts |
| Notorious                            | 1991 | Joan Jett & the Blackhearts |
| Hanging in the Balance               | 1993 | Metal Chruch                |
| The Characters                       | 1994 | The Characters              |
| Evil Stig                            | 1995 | Evil Stig                   |
| Veteranz Day                         | 1997 | Big Daddy Kane              |
| Blood of the Profit                  | 1998 | Professor Griff             |
| Muta in Dub                          | 1998 | Mutabaruka                  |
| H.W.O. Harlem World Order            | 1999 | DJ S&S                      |
| Naked                                | 2004 | Joan Jett & the Blackhearts |
| No Appologies                        | 2005 | The Eyeliners               |
| Sinner                               | 2006 | Joan Jett & the Blackhearts |
| Because I'm Awesome                  | 2007 | The Dollyrots               |
| Both Before I'm Gone                 | 2007 | Girl In a Coma              |
| Can't Stand Modern Music             | 2008 | The Cute Lerpers            |
| Trio B.C.                            | 2009 | Girl In a Coma              |
| Adventures in Coverland              | 2010 | Girl In a Coma              |
| A Little Messed Up                   | 2010 | The Dollyrots               |
| Exits & All The Rest                 | 2011 | Girl in a Coma              |
| Unvarnished                          | 2013 | Joan Jett & The Blackhearts |
| FEA                                  | 2016 | FEA                         |
| Chronicles of Jane, Vol. 1           | 2017 | Jackknife Stiletto          |
| Chronicles of Jane, Vol. 2           | 2018 | Jackknife Stiletto          |
| Scatter The Rats                     | 2019 | L7                          |
| Changeup                             | 2022 | Joan Jett & The Blackhearts |

## Eksterne links
Officielle hjemmeside